# Produzione primaria

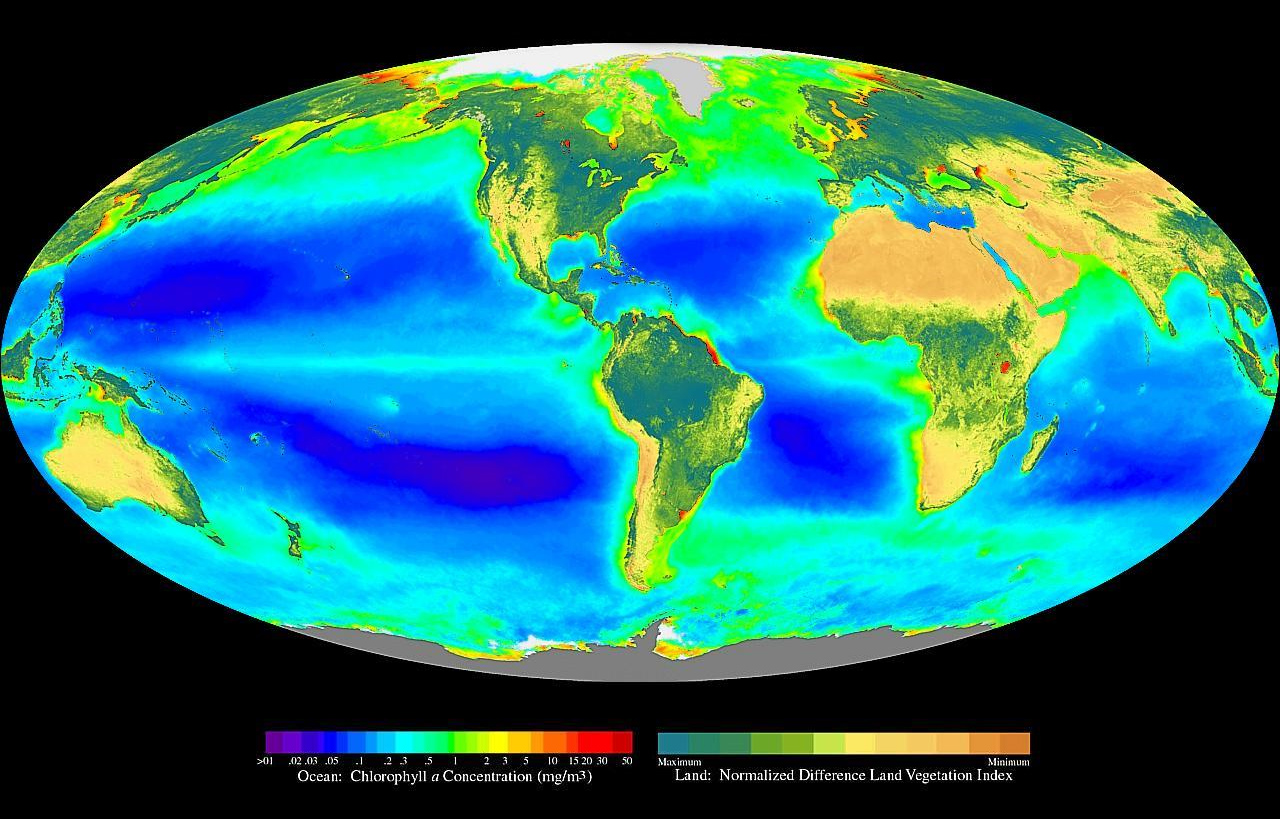
Abbondanza globale di fotoautotrofi sia terrestri sia marini, dal settembre 1997 all'agosto 2000. Essendo una stima della biomassa, questa può essere considerata un indicatore della potenzialità della produzione primaria e non una stima di essa.

La produzione primaria è la produzione di composti organici dalla CO2 presente nell'atmosfera o in acqua che avviene principalmente mediante processi fotosintetici o, in misura minore, chemiosintetici.
Tutta la vita sulla Terra è direttamente o indirettamente dipendente dalla produzione primaria.
Gli organismi responsabili della produzione primaria, chiamati produttori primari o autotrofi, sono alla base della catena alimentare. Negli ambienti terrestri essi sono soprattutto piante, mentre in ambienti acquatici sono le alghe a svolgere un ruolo preponderante. La produzione primaria è distinta in netta o lorda. La prima tiene conto delle perdite causate da processi quali la respirazione cellulare, la seconda no.

## Produzione di composti organici
Fondamentalmente la produzione primaria consiste nella conversione dell'energia proveniente dalle radiazioni elettromagnetiche in energia chimica da parte degli organismi viventi.
La principale fonte di questa energia è il sole. Una piccola frazione della produzione primaria è affidata ad organismi capaci di utilizzare l'energia chimica di composti inorganici.
Qualunque sia la fonte, l'energia è usata per sintetizzare composti organici complessi a partire da composti inorganici più semplici come anidride carbonica (CO2) e acqua (H2O).
Le due equazioni seguenti sono una forma semplificata di fotosintesi (la prima) e una forma di chemiosintesi (la seconda):
 CO2 + H2O + luce {\displaystyle \rightarrow } CH2O + O2 
CO2 + O2 + 4 H2S {\displaystyle \rightarrow } CH2O + 4 S + 3 H2O 
In entrambi i casi si ha la formazione di un carboidrato ridotto (CH2O), in genere molecole come glucosio o altri zuccheri. Queste molecole relativamente semplici vengono poi utilizzate per la sintesi di molecole più complesse quali proteine, carboidrati complessi, lipidi e acidi nucleici, o vengono usate nella respirazione cellulare per produrre lavoro.
La predazione dei produttori primari da parte di organismi eterotrofi, come per esempio gli animali, trasferisce queste molecole e l'energia in esse immagazzinata ai livelli trofici superiori.

## Produzione primaria lorda e netta
La produzione primaria lorda è la quantità totale di energia fissata dai produttori primari in una data area o ecosistema. Una frazione di questa energia è usata dai produttori primari per i processi di respirazione cellulare e per il mantenimento di organi e tessuti. L'energia restante costituisce la produzione primaria netta. Questa è definita come il tasso con cui viene prodotta nuova biomassa all'interno dell'ecosistema. Una parte dell'energia primaria netta viene utilizzata dai produttori per la crescita e la riproduzione, la parte restante è disponibile per i consumatori. Entrambi i tipi di produzione vengono stimati in termini di biomassa/area/tempo. Spesso viene calcolata come massa di carbonio per unità di area per anno (gC m−2 y−1).

## Produzione terrestre
Sulle terre emerse, la quasi totalità della produzione primaria è affidata alle piante vascolari, sebbene una piccola frazione derivi dalle alghe, dalle piante non vascolari e dalle piante non del tutto vascolari come muschi ed epatiche. La produzione primaria terrestre è funzione di molti fattori, principalmente l'idrologia locale e la temperatura (questa varia insieme alla luce, la fonte di energia per la fotosintesi). Sebbene le piante ricoprano la maggior parte della superficie terrestre, la loro presenza è fortemente ridotta nelle zone in cui vi sono temperature estreme o dove le principali risorse delle piante (generalmente acqua e luce) sono limitanti, come nei deserti e nelle regioni polari.
L'acqua è consumata dalle piante nei processi di fotosintesi e traspirazione. Quest'ultimo processo è dovuto all'evaporazione dell'acqua dalle foglie e permette alle piante di trasportare i nutrienti minerali dal suolo a tutti gli organi e inoltre permette di abbassare la loro temperatura interna. La traspirazione è regolata da strutture chiamate stomi, che hanno anche il compito di regolare l'approvvigionamento di anidride carbonica dall'atmosfera, quindi la riduzione delle perdite di acqua porta ad una riduzione della CO2 immagazzinata.
Le piante a fotosintesi CAM (Crassulacean Acid Metabolism) e C4 hanno evoluto adattamenti fisiologici ed anatomici che gli consentono di limitare la perdita di acqua e ciò consente di aumentare la produzione primaria nelle zone in cui le piante C3 (la maggior parte delle piante esistenti) sono poco efficienti.

## Produzione oceanica

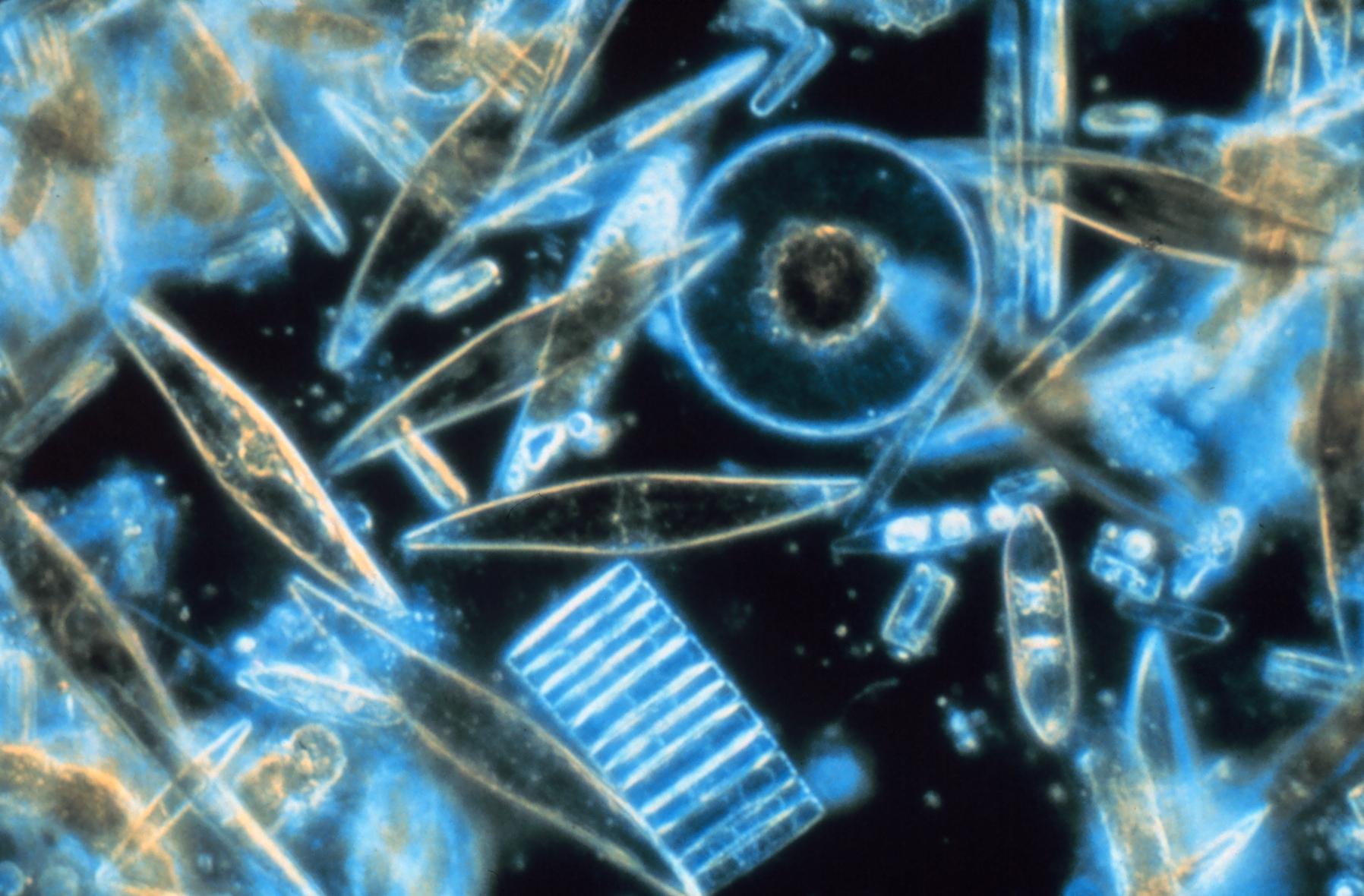
Diatomee marine; un esempio di fitoplancton

Contrariamente alla terraferma, negli oceani quasi tutta la produzione primaria è dovuta al Fitoplancton, mentre le piante vascolari apportano solo un piccolo contributo.
Il termine "fitoplancton" comprende un vasto insieme di organismi autotrofi in grado di sintetizzare sostanze organiche a partire dalle sostanze inorganiche disciolte nell'ambiente marino sfruttando il processo di fotosintesi. In questo gruppo sono inclusi organismi fotoautotrofi appartenenti a diversi Phyla: batteri procariotici (sia eubacteria sia archaea) e tre categorie di eucarioti: alghe verdi, alghe brune e alghe rosse.
Il fitoplancton svolge un ruolo fondamentale nella produzione di ossigeno producendone circa la metà di quanto viene prodotto su scala globale considerando anche gli organismi vegetali terrestri. La loro sopravvivenza è determinata dall'apporto di nutrienti (sostanze inorganiche disciolte di diversa provenienza) nella zona eufotica della colonna d'acqua.
L'apporto di nutrienti viene regolato dai diversi cicli biogeochimici presenti nella zona di interesse. Un apporto molto alto di nutrienti potrebbe determinare la condizione di Eutrofizzazione innescando una serie di processi che termina con la morte del fitoplancton presente e la formazione di una zona anossica.
Invece le piante vascolari sono rappresentate dalle fanerogame marine come la Posidonia oceanica.
Un'altra differenza con la terraferma è data dal fatto che la maggior parte della produzione primaria degli oceani è dovuta ad organismi microscopici, il fitoplancton. Gli autotrofi più grandi, come le fanerogame e le macroalghe, sono confinati nella zona litoranea e in acque relativamente basse, dove possono attaccarsi al substrato ma essere ancora all'interno della zona fotica. Un'eccezione viene dalle alghe brune appartenenti al genere Sargassum.